# دنی استام
دنی استام (هلندی: Danny Stam؛ زادهٔ ۲۵ ژوئن ۱۹۷۲) دوچرخه‌سوار اهل هلند است.
وی در مسابقات کشوری و بین‌المللی در مجموع برندهٔ ۲ مدال نقره، ۱ مدال برنز شده‌است.